# Sínodo diocesano

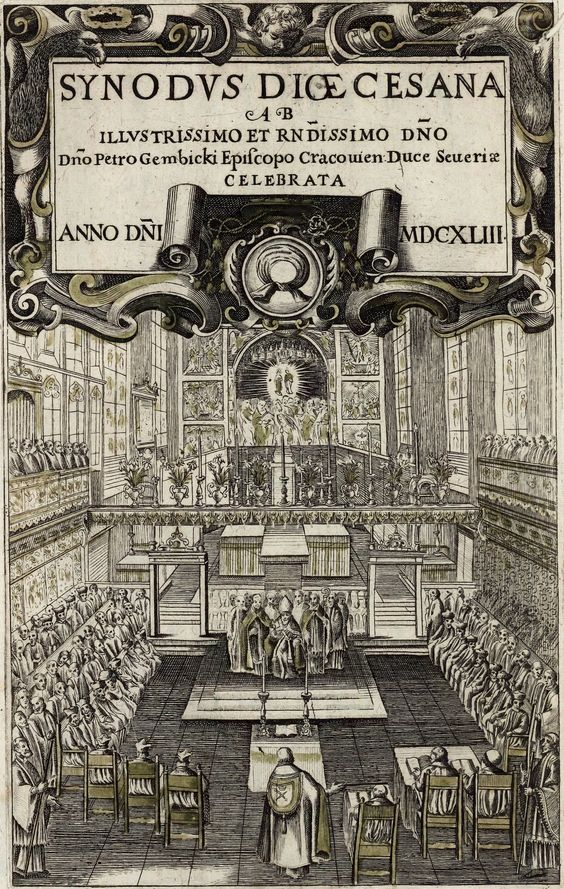
Sínodo diocesano en la Iglesia de Santa María de Cracovia (1643).

Un sínodo diocesano (en latín: Synodus dioecesana) es una reunión de carácter irregular del clero y laicos de una iglesia particular convocada por el obispo titular (u otro prelado si dicha iglesia no es una diócesis o se encuentra vacante) para deliberar sobre asuntos legislativos. Debe distinguirse del sínodo (o concilio) provincial, dado que el ámbito correspondiente a esta es al de la provincia eclesiástica; en consecuencia, el sínodo diocesano se encuentra en la escala inferior del derecho eclesiástico, donde el único legislador es el obispo, teniendo los convocados solo voto consultivo.
Para algunos autores el primer sínodo de este tipo se habría efectuado en el año 511, aunque otros señalan que el primero fue el de Auxerre [oˈsɛʁ] en el año 585; sin embargo, ya entre los años 318 y 321 se habría realizado uno en Alejandría, convocado por su patriarca titular. Para América Latina en tanto, el primero en celebrarse habría sido el I Sínodo de Santo Domingo en 1539.
Durante el Concilio de Letrán IV convocado por el Papa Inocencio III en 1215 se publica la primera norma general para este tipo de sínodos; sin embargo, anteriormente en el XVI Concilio de Toledo ya se había realizado un apronte con la promulgación del Canon 7º relativo a concilios diocesanos convocados en la forma de sínodos diocesanos.
Para el caso de la iglesia latina, según el Canon 460 del Código de Derecho Canónico vigente, el sínodo diocesano se podría definir como:

«(...) est coetus delectorum sacerdotum aliorumque christifidelium Ecclesiae particularis, qui in bonum totius communicatis dioecesanae Episcopo dioecesano adiutricem operam praestant, ad normam canonum qui sequuntur»
«(...) es una asamblea de sacerdotes y de otros fieles escogidos de una Iglesia particular, que prestan su ayuda al Obispo de la diócesis para bien de toda la comunidad diocesana, a tenor de los cánones que siguen.»
Código de derecho canónico, canon 460º.